# Испанско-монгольские отношения
Испанско-монгольские отношения — двусторонние дипломатические отношения между Испанией и Монголией, установленные 5 июля 1977 года. Двусторонний товарооборот в 2010 году составил 6,1 млн долларов.

## История
В период холодной войны Испания и Монголия принадлежали к разным блокам: Испания была членом НАТО, а Монголия входила в советский блок. Дипломатические отношения были установлены 5 июля 1977 года.

## Экономические отношения
Двусторонний товарооборот был небольшим В 2005 году двусторонний товарооборот составил 0,9 млн долларов. В 2010 году двусторонний товарооборот составил 6,1 млн долларов. Экспорт Испании в Монголию в 2005 году составил 0,9 млн долларов. Экспорт Испании в Монголию в 2010 году составил 6,0 млн долларов.

## Монголы в Испании
По состоянию на 2020 год в Испании проживали около 1,5 тысяч граждан Монголии.